# Jüdischer Friedhof (Jeleniewo)

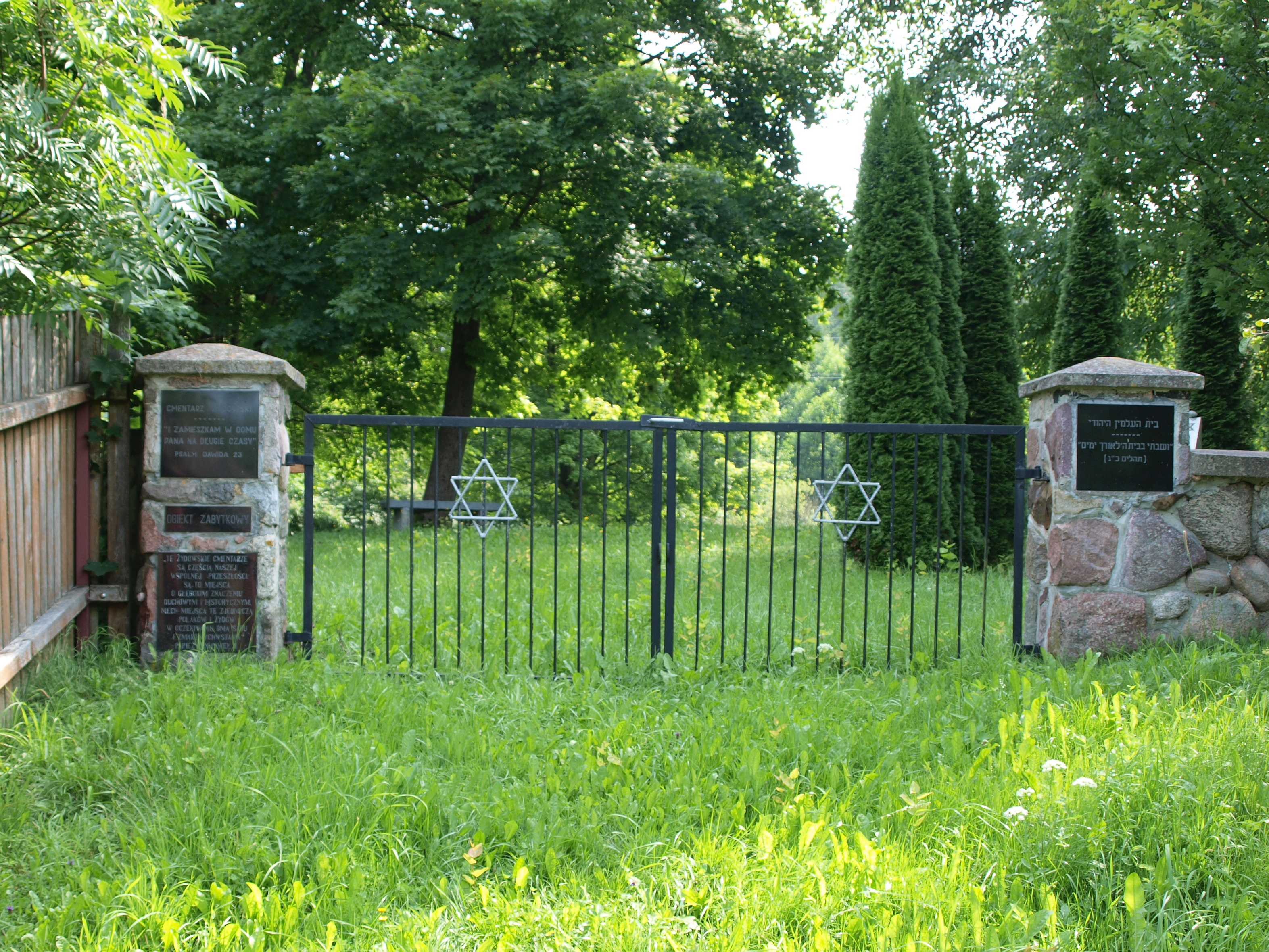
Eingang zum jüdischen Friedhof in Jeleniewo

Der Jüdische Friedhof in Jeleniewo, einem polnischen Dorf in der Woiwodschaft Podlachien, wurde im 18. Jahrhundert angelegt. Der jüdische Friedhof südlich des Ortes ist seit 1992 ein geschütztes Kulturdenkmal.
Auf dem 0,5 Hektar großen Friedhof, der während des Zweiten Weltkriegs und danach verwüstet wurde, sind heute nur noch 31 Grabsteine erhalten.